# Matrice inversible
Pour les articles homonymes, voir Inverse (homonymie).
En mathématiques et plus particulièrement en algèbre linéaire, une matrice inversible (ou régulière ou encore non singulière) est une matrice carrée A pour laquelle il existe une matrice B de même taille n avec laquelle les produits AB et BA sont égaux à la matrice identité.
{\displaystyle AB=BA=I_{n}}
Dans ce cas la matrice B est unique, appelée matrice inverse de A et notée B = A−1.
Cette définition correspond à celle d’élément inversible pour la multiplication dans l’anneau des matrices carrées associé.
Si les coefficients d’une matrice carrée sont pris dans un anneau commutatif K, cette matrice est inversible si et seulement si elle représente un isomorphisme de Kn, ce qui se traduit par un déterminant inversible. En particulier, si K est un corps commutatif tel que R ou C, l’inversibilité est caractérisée par un déterminant non nul, mais aussi par la maximalité du rang ou d’autres propriétés de l’endomorphisme représenté. Diverses conditions plus simples peuvent s’appliquer sur certaines classes de matrices.
L’algorithme du pivot de Gauss permet un calcul exact de l’inverse mais peu robuste aux propagations d’erreurs lorsque la taille de la matrice devient trop importante. D’autres algorithmes se révèlent préférables en pratique pour une approximation de l’inverse.
Dans l’ensemble {\displaystyle {\mathcal {M}}_{n}(K)} des matrices carrées de taille n à coefficients dans un anneau K, l’ensemble des matrices inversibles forme un groupe multiplicatif, appelé groupe général linéaire et noté {\displaystyle {\mathcal {GL}}_{n}(K)}.
La notion de matrice inverse est généralisée par celle de pseudo-inverse et en particulier les inverses à gauche ou à droite.

## Inversibilité

### Contexte
Contrairement à la multiplication dans le corps des réels ou celui des complexes, la multiplication matricielle (même par une matrice non nulle) n’est pas toujours une opération réversible (on dit que cette loi de composition n’est pas régulière), au sens où l’égalité de deux produits AB = AC n’implique pas forcément l’égalité B = C.
De même, connaissant une matrice A et une matrice Y, l’équation AX = Y ne peut se résoudre en divisant les deux membres de l’égalité par la matrice A.
L’existence d’une matrice inverse A−1 permet de résoudre ces deux problèmes, par l’équivalence suivante :
{\displaystyle AX=Y\iff X=A^{-1}Y}.
Ainsi toute matrice inversible est simplifiable pour la multiplication à gauche ou à droite.
Cependant, la résolution d’une équation matricielle de la forme AX = Y, éventuellement donnée sous forme de système d'équations linéaires, ne se traite pas systématiquement par la détermination d’une matrice inverse pour A.  Des méthodes de décomposition comme la décomposition LU sont beaucoup plus rapides que l'inversion.

### Représentation d’un isomorphisme et déterminant
Toute matrice A=(ai,j) à coefficients dans un anneau commutatif K définit un unique endomorphisme de module (voire d’espace vectoriel) sur Kn :
{\displaystyle (x_{1},\dots ,x_{n})\mapsto \left(\sum _{j=1}^{n}a_{i,j}x_{j}\right)_{1\leq i\leq n}}
et réciproquement, tout endomorphisme sur Kn peut être obtenu de la sorte à partir d’une unique matrice de {\displaystyle {\mathcal {M}}_{n}(K)}.
En particulier, la matrice identité est associée à l’application identité. Et comme la multiplication matricielle se traduit par la composition des applications associées (dans le même ordre), on en déduit que l’existence d’une matrice inverse est équivalente au fait que l’application associée soit un automorphisme. Ce résultat repose en partie sur la propriété fondamentale que la réciproque d’un isomorphisme de modules est aussi un isomorphisme.
La multiplicativité du déterminant appliquée à une matrice inversible A permet d’écrire
{\displaystyle \det(A)\times \det(A^{-1})=\det(I_{n})=1}
donc le déterminant d’une matrice inversible est nécessairement inversible dans l’anneau des coefficients.
Réciproquement, le produit d’une matrice avec la transposée de sa comatrice donne la formule de Laplace
{\displaystyle A\times \ ^{\mathrm {t} }\!\mathrm {com} (A)=\det(A).I_{n}}
donc dès lors que le déterminant est inversible dans l’anneau des coefficients, la matrice det(A)−1.tcom(A) est une inverse pour A.
En particulier, une matrice à coefficients entiers admet une inverse à coefficients entiers si et seulement si son déterminant vaut 1 ou −1.

### Cas des coefficients dans un corps

#### Caractérisations
Soit A une matrice carrée d'ordre n à coefficients dans un corps commutatif K (par exemple le corps ℝ des réels). Les propositions suivantes sont équivalentes (on note X une matrice colonne à n éléments dans K) :
- A est inversible,
- le déterminant de A est non nul ;
- A possède n pivots ;
- 0 n'est pas valeur propre de A ;
- le rang de A est égal à n ;
- le système linéaire homogène AX = 0 a pour seule solution X = 0 ;
- le noyau de A est l'espace nul  : Ker(A)={0};
- pour tout b dans Mn,1(K), le système linéaire AX = b a au plus une solution ;
- pour tout b dans Mn,1(K), le système linéaire AX = b a au moins une solution ;
- les colonnes de A, considérées comme des vecteurs de Kn, sont linéairement indépendantes ;
- les colonnes de A, considérées comme des vecteurs de Kn, engendrent Kn ;
- l'endomorphisme canoniquement associé à A (c’est-à-dire l'application linéaire de Kn dans lui-même qui a pour matrice A dans la base canonique) est injectif ;
- l'endomorphisme canoniquement associé à A est surjectif ;
- la matrice A est inversible à gauche, c'est-à-dire qu'il existe une matrice B carrée d'ordre n telle que BA = In ;
- la matrice A est inversible à droite, c'est-à-dire qu'il existe une matrice B carrée d'ordre n telle que AB = In ;
- la transposée tA de A est inversible ;
- il existe un polynôme annulateur de A dont 0 n'est pas racine ;
- 0 n'est pas racine du polynôme minimal de A ;
- A est équivalente à la matrice identité In d'ordre n.

#### Cas particuliers
Lorsque l’ensemble des coefficients est un corps, une matrice triangulaire (supérieure ou inférieure) est inversible si et seulement si tous ses coefficients diagonaux sont non nuls.
Une matrice réelle dont toutes les colonnes sont orthogonales deux à deux est inversible si et seulement si elle n’a aucune colonne nulle.
Un produit de deux matrices carrées est inversible si et seulement si les deux matrices en facteur le sont aussi.
Les matrices de permutation, transvection, symétrie ou rotation et les matrices de passage sont toujours inversibles.
La matrice de variance-covariance d’une famille (X1, … , Xn) de variables aléatoires réelles est inversible sauf s’il existe une relation affine presque sûre entre ces variables.
La matrice compagnon d’un polynôme est inversible si et seulement si ce polynôme a un coefficient constant non nul.

### Autres ensembles de coefficients
Pour des matrices à coefficients dans un anneau non commutatif, voire dans un semi-anneau, la détermination de l’inversibilité ne peut plus s’appuyer sur la notion de déterminant.
L’ensemble {\displaystyle {\mathcal {M}}_{n}(\mathbb {H} )} des matrices carrées de quaternions se plonge naturellement comme sous-algèbre dans l’ensemble {\displaystyle {\mathcal {M}}_{2n}(\mathbb {C} )} des matrices complexes de taille double, sur lequel le déterminant induit alors une fonction complexe dont l’annulation caractérise les matrices singulières. L’existence d’une inverse à gauche est encore équivalente à celle d’une inverse à droite (et ces deux inverses coïncident).
Avec des coefficients booléens, munis des lois de composition interne OU et ET, les seules matrices inversibles sont les matrices de permutation, dont l’inverse égale à la transposée.

## Inversion
De multiples méthodes permettent de déterminer l’inverse d’une matrice.

### Résolution de système
Étant donné une matrice carrée A de taille n, la détermination d’une matrice B satisfaisant la relation AB = In peut s’exprimer par un système avec n2 équations linéaires et autant d’inconnues.
Cependant, même pour de faibles valeurs de n, il est beaucoup plus simple de résoudre un système traduisant l’égalité AX = Y où X est une matrice colonne de n inconnues et Y est une matrice colonne de n paramètres littéraux. L’expression des inconnues en fonction des paramètres s’écrit sous forme matricielle X = BY et la matrice B ainsi définie est la matrice inverse de A.
La résolution de ces systèmes s’appuie en général sur le processus d’élimination de Gauss-Jordan, aussi appelé algorithme du pivot de Gauss.

### Méthode des cofacteurs
Si le déterminant d'une matrice A (à coefficients dans un corps commutatif) est non nul, alors A est inversible, son inverse étant donnée par :
{\displaystyle A^{-1}={\frac {1}{\det A}}\,^{\operatorname {t} }\!{{\rm {com}}A}}
où tcom(A) est la transposée  de la comatrice de A. En effet (cf. article détaillé), toute matrice carrée A d'ordre n vérifie : 
{\displaystyle A\;{}^{\operatorname {t} }\!\left(\operatorname {com} A\right)={}^{\operatorname {t} }\!\left(\operatorname {com} A\right)\;A=\det(A)\;\mathrm {I} _{n}}.
Cette écriture permet un calcul aisé de l'inverse d'une matrice de petite dimension. Pour des matrices de plus grande dimension (dès que n ≥ 4), cette méthode essentiellement récursive devient inefficace.

#### Inversion des matrices 2×2
L'équation des cofacteurs ci-dessus permet de calculer l'inverse des matrices de dimensions 2×2 : si ad – bc ≠ 0,
{\displaystyle A={\begin{pmatrix}a&b\\c&d\end{pmatrix}},\ \operatorname {com} A={\begin{pmatrix}d&-c\\-b&a\end{pmatrix}},\ ^{\operatorname {t} }\!\operatorname {com} A={\begin{pmatrix}d&-b\\-c&a\end{pmatrix}}},
{\displaystyle A^{-1}={\begin{pmatrix}a&b\\c&d\end{pmatrix}}^{-1}={\frac {1}{ad-bc}}{\begin{pmatrix}d&-b\\-c&a\end{pmatrix}}}.
Exemple
{\displaystyle {\begin{pmatrix}1&2\\3&4\\\end{pmatrix}}^{-1}={\frac {1}{-2}}{\begin{pmatrix}4&-2\\-3&1\\\end{pmatrix}}}.

#### Inversion des matrices 3×3
De même, on obtient l'inverse d'une matrice {\displaystyle A={\begin{pmatrix}a&b&c\\d&e&f\\g&h&i\\\end{pmatrix}}} de dimension 3×3 en calculant son déterminant (par la règle de Sarrus, par exemple) :
{\displaystyle \det A=aei+bfg+cdh-ceg-fha-ibd,\ }
puis en utilisant la formule :
{\displaystyle A^{-1}={\begin{pmatrix}a&b&c\\d&e&f\\g&h&i\\\end{pmatrix}}^{-1}={\frac {1}{\det A}}^{\operatorname {t} }\!{\begin{pmatrix}ei-fh&fg-di&dh-eg\\ch-bi&ai-cg&bg-ah\\bf-ce&cd-af&ae-bd\end{pmatrix}}={\frac {1}{\det A}}{\begin{pmatrix}ei-fh&ch-bi&bf-ce\\fg-di&ai-cg&cd-af\\dh-eg&bg-ah&ae-bd\end{pmatrix}}}.

### Polynôme annulateur
Si une matrice carrée A possède un polynôme annulateur à coefficients dans un corps commutatif et de terme constant non nul, alors elle est inversible : pour tout polynôme
{\displaystyle P(X)=\sum _{k=0}^{m}a_{k}X^{k}{\text{ tel que }}a_{0}\neq 0{\text{ et }}P(A)=0,}
on a,
{\displaystyle A^{-1}=-{\frac {1}{a_{0}}}\sum _{k=1}^{m}a_{k}A^{k-1}}
avec (pour k = 1) A0 = In, où n est l'ordre de la matrice carrée A.
Réciproquement, si A est inversible, alors il existe de tels polynômes :
- le polynôme caractéristique PA(X) = det(XIn – A) est un polynôme annulateur de A d'après le théorème de Cayley-Hamilton, or son terme constant PA(0) = (–1)ndet(A) est non nul si (et seulement si) A est inversible ;
- le polynôme minimal de A est de degré inférieur ou égal au degré n de PA. Ses racines sont, comme pour PA, les valeurs propres de A. Son terme constant est donc non nul si (et seulement si) 0 n'est pas valeur propre, c'est-à-dire si A est inversible.

### Inversion par bloc
L'inverse d'une matrice peut également être calculée par blocs, en utilisant la formule analytique suivante :
{\displaystyle {\begin{pmatrix}A&B\\C&D\end{pmatrix}}^{-1}={\begin{pmatrix}A^{-1}+A^{-1}B(D-CA^{-1}B)^{-1}CA^{-1}&-A^{-1}B(D-CA^{-1}B)^{-1}\\-(D-CA^{-1}B)^{-1}CA^{-1}&(D-CA^{-1}B)^{-1}\end{pmatrix}}={\begin{bmatrix}A^{-1}&0\\0&0\end{bmatrix}}+{\begin{bmatrix}-A^{-1}B\\I\end{bmatrix}}(D-CA^{-1}B)^{-1}{\begin{bmatrix}-CA^{-1}&I\end{bmatrix}},}
où A, B, C et D sont des blocs de taille arbitraire, sous réserve que A soit inversible ainsi que son complément de Schur D – CA−1B. Cette méthode peut se révéler avantageuse, par exemple, si A est diagonale et si son complément D – CA−1B est une matrice de petite dimension, puisque ce sont les seules matrices à inverser.
Cette technique a été inventée par Volker Strassen, connu également pour l'algorithme de Strassen sur le produit matriciel rapide.
Si D est inversible ainsi que son complément A – BD−1C, on a la formule duale :
{\displaystyle {\begin{pmatrix}A&B\\C&D\end{pmatrix}}^{-1}={\begin{pmatrix}\left(A-BD^{-1}C\right)^{-1}&-\left(A-BD^{-1}C\right)^{-1}BD^{-1}\\-D^{-1}C\left(A-BD^{-1}C\right)^{-1}&D^{-1}+D^{-1}C\left(A-BD^{-1}C\right)^{-1}BD^{-1}\end{pmatrix}}}.
(Si les matrices A et D sont toutes deux inversibles ainsi que leurs compléments, on peut combiner ces deux formules en choisissant, pour chacun des quatre blocs de la matrice inverse, l'une des deux expressions fournies.)
Cette relation permet de montrer que la complexité algorithmique de l'inversion de matrice est la même que celle du produit matriciel.

## Groupe des matrices inversibles
Les matrices carrées d'ordre n à coefficients dans un anneau K forment un anneau, noté Mn(K). L'ensemble des matrices inversibles de Mn(K) forme donc un groupe pour la multiplication : le groupe des inversibles de Mn(K). On l'appelle groupe général linéaire et on le note habituellement GLn(K). Par conséquent :
- la matrice inverse d'une matrice inversible A est elle-même inversible, et 
(A−1)−1 = A ;
- le produit de deux matrices inversibles A et B (de même ordre) est une matrice inversible et son inverse est donné par la relation suivante 
(AB)−1 = B−1A−1 (différent en général de A−1B−1, sauf si A et B commutent, par exemple si A ou B est une matrice scalaire et si l'anneau K est commutatif).

Toute matrice qui commute avec une matrice inversible A commute aussi avec A−1.
En général, « presque toutes » les matrices carrées d'ordre n sont inversibles. Sur le corps des nombres réels, cela peut être formulé de façon plus précise : l'ensemble des matrices non inversibles, considéré comme sous-ensemble de {\displaystyle \mathbb {R} ^{n\times n}}, est négligeable pour la mesure de Lebesgue. Intuitivement, cela signifie que si l'on choisit au hasard une matrice carrée d'ordre n à coefficients réels, la probabilité pour qu'elle ne soit pas inversible est nulle. La raison en est que les matrices non inversibles sont les racines (ou zéros) d'une fonction polynomiale donnée par le déterminant.
Dans l'ensemble des matrices carrées réelles ou complexes de taille fixée, le sous-ensemble des matrices inversibles est dense.

## Dérivée de l'inverse d'une application à valeurs matricielles
- Soient un intervalle I (d'intérieur non vide) de {\displaystyle \mathbb {R} } et une fonction matricielle{\displaystyle A:I\to \mathrm {GL} _{n}(\mathbb {R} ),~t\mapsto A(t)}dérivable sur I. Alors, la fonction matricielle{\displaystyle A^{-1}:I\to \mathrm {GL} _{n}(\mathbb {R} ),\,t\mapsto A(t)^{-1}}est dérivable sur I  et{\displaystyle \forall t\in I\quad {\frac {\mathrm {d} A^{-1}}{\mathrm {d} t}}(t)=-A^{-1}(t)\,{\frac {\mathrm {d} A}{\mathrm {d} t}}(t)\,A^{-1}(t)}.Pour n = 1, en notant f(t) le réel A(t), on retrouve la formule usuelle de dérivation :

{\displaystyle \left({\frac {1}{f}}\right)'(t)=-{\frac {f'(t)}{f^{2}(t)}}}.
- Plus génériquement, l'application{\displaystyle \mathrm {inv} :\qquad \mathrm {GL} _{n}(\mathbb {R} )\to \mathrm {GL} _{n}(\mathbb {R} ),\qquad A\mapsto A^{-1}}est infiniment différentiable (puisque son expression par la formule des cofacteurs est rationnelle) et sa différentielle est donnée par[9] :

## Généralisations
Certaines des propriétés des matrices inverses sont aussi vérifiées par les matrices pseudo-inverses qui peuvent être définies  pour n'importe quelle matrice, même pour celles qui ne sont pas carrées.
Même lorsque la matrice X n'est pas carrée, les matrices XX' et X'X  (où X' est la matrice  transposée de X) le sont. Si l'une de ces matrices est inversible, il est alors possible d'« inverser » X grâce à une multiplication à gauche par {\displaystyle (X'X)^{-1}}, ou  une multiplication à droite par {\displaystyle (XX')^{-1}} ; dans ce cas, on a en effet
{\displaystyle \left((X'X)^{-1}X'\right)X=I\,} (inverse à gauche) ou
{\displaystyle X\left(X'(XX')^{-1}\right)=I} (inverse à droite).